# Myospila morosa
Myospila morosa är en tvåvingeart som först beskrevs av Stein 1918.  Myospila morosa ingår i släktet Myospila och familjen husflugor.
Artens utbredningsområde är Sri Lanka. Inga underarter finns listade i Catalogue of Life.